# Saint-Urbain-Maconcourt
Saint-Urbain-Maconcourt is een gemeente in het Franse departement Haute-Marne (regio Grand Est) en telt 659 inwoners (1999). De plaats maakt deel uit van het arrondissement Saint-Dizier.

## Geografie
De oppervlakte van Saint-Urbain-Maconcourt bedraagt 26,2 km², de bevolkingsdichtheid is 25,2 inwoners per km².
De onderstaande kaart toont de ligging van Saint-Urbain-Maconcourt met de belangrijkste infrastructuur en aangrenzende gemeenten.

## Demografie
Onderstaande figuur toont het verloop van het inwonertal (bron: INSEE-tellingen).

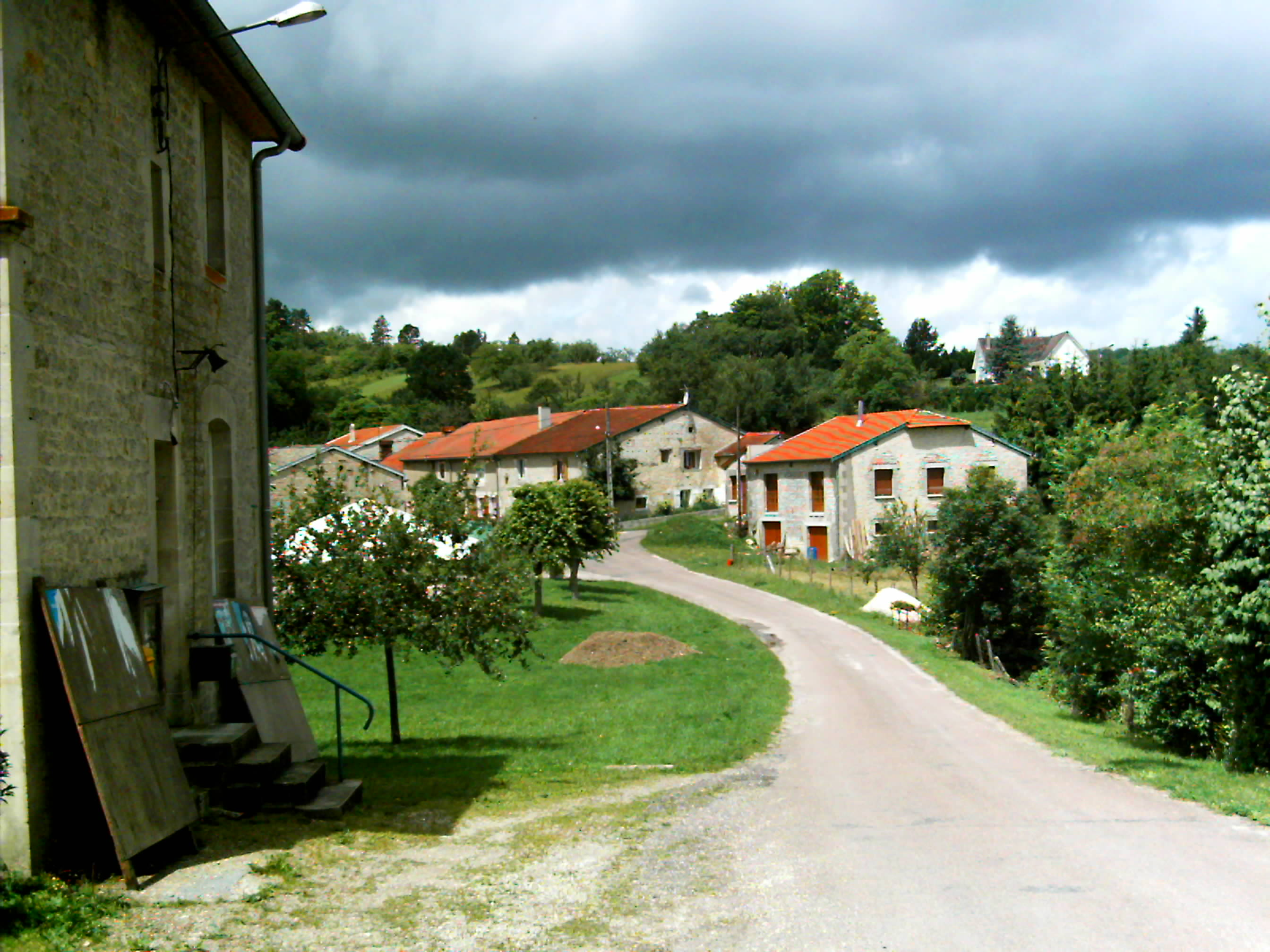
Het dorpje Maconcourt. Het gebouw links is het (deel)gemeentehuis.

1. ↑  Populations de référence 2022.